# 150. Feldausbildungs-Division
Die 150. Feldausbildungs-Division war eine deutsche Infanteriedivision im Zweiten Weltkrieg. 
Die Division wurde, wie die Schwesterdivision 149. Feldausbildungs-Division, am 12. März 1945 als Feldausbildungs-Division für den Oberbefehlshaber West am Niederrhein vom Wehrkreis VI aufgestellt. 
Bis Ende März konnte drei Feldausbildungs-Bataillone und ein Pionier-Bataillon aufgestellt werden. Durch den Oberbefehlshaber West wurde die Hinzuziehung von Einheiten aus den Garnisonen am Rhein vorgeschlagen und sechs Bataillone zugeordnet. Artillerie erhielt die Division aber nicht mehr. Die Aufstellung und Ausbildung der Division, welche weiterhin beim Oberbefehlshaber West zugeordnet war, wurde nicht mehr vor Kriegsende im Mai 1945 abgeschlossen. 
Kommandeur war der Generalleutnant Wolfgang Lange. 
Vermutliche Gliederung:
- Feldausbildungs-Regiment 1304
- Feldausbildungs-Regiment 1305
- Feldausbildungs-Regiment 1306
- Feldausbildungs-Artillerie-Regiment 1450
- Divisionseinheiten 1450